# Full-sky Astrometric Mapping Explorer

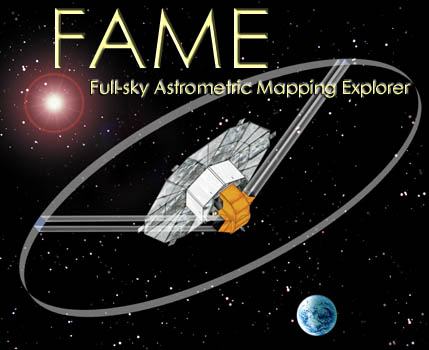
Full-sky Astrometric Mapping Explorer (viết tắt FAME)

Full-sky Astrometric Mapping Explorer (viết tắt: FAME) là một vệ tinh được thiết kế để xác định độ chính xác chưa từng thấy về vị trí, khoảng cách và chuyển động của 40 triệu ngôi sao trong khu vực thiên hà của chúng ta (khoảng cách tính bằng thị sai của sao). Cơ sở dữ liệu này cho phép các nhà thiên văn xác định chính xác khoảng cách tới tất cả các ngôi sao ở phía này của Ngân Hà và phát hiện các hành tinh lớn và các hệ hành tinh xung quanh các ngôi sao trong vòng 1.000 năm ánh sáng và đo lượng vật chất tối trong thiên hà từ ảnh hưởng của nó lên chuyển động sao.
Đó là một nỗ lực hợp tác giữa Đài quan sát Hải quân Hoa Kỳ (USNO) và một số tổ chức khác. FAME sẽ đo các vị trí sao xuống dưới 50 microarcs giây. Sứ mệnh MIDEX của NASA được lên kế hoạch ra mắt vào năm 2004. Tuy nhiên, vào tháng 1 năm 2002, NASA đã đột ngột hủy bỏ nhiệm vụ này, chủ yếu là do những lo ngại về giá của nó khi giá tăng từ 160 triệu đô la lên 220 triệu đô la.
Điều này có thể đã được cải thiện qua vệ tinh thu thập Parallax độ chính xác cao (Hipparcos) hoạt động 1989-1993 và sản xuất các danh mục sao khác nhau. Phép đo thị sai phi tuyến là một phần của thang khoảng cách vũ trụ, và cũng có thể được đo bằng các kính viễn vọng không gian khác như kính thiên văn Hubble (HST) hoặc kính viễn vọng mặt đất với các mức độ chính xác khác nhau.
So với độ chính xác FAME của 50 micro giây cung, sứ mệnh Gaia đang lập kế hoạch chính xác 10 micro giây cung, để lập bản đồ thị sai sao lên tới khoảng cách hàng chục nghìn năm ánh sáng từ Trái đất.